# Stenoglene brunneofasciata
Stenoglene brunneofasciata is een vlinder uit de familie Eupterotidae. De wetenschappelijke naam van deze soort is voor het eerst geldig gepubliceerd in 1980 door Dall'Asta & Poncin.
De soort komt voor in tropisch Afrika.